# 宿善
宿善（しゅくぜん）とは、宿世の善根の意味。即ち過去前生に植えたる善根のこと。宿因、宿縁、宿福なども同一の意味で使われることがある。
「宿」は、「宿世」のことで、宿昔または前世・過去世の意。「善」は、善業の意。つまり「宿善」とは、過去世に行った善業、または生れる前の過去世から、今までに積み重ねた善根をさすこと。
特に浄土真宗において宿善は前世の善根に限らず、過去世から獲信以前のすべての善根のこといい、聞法の因縁、獲信（信受）の因縁となるすべての善をいう
各宗派で宿善について論じられるが、浄土教、特に浄土真宗では宿善が重要視されており、宿善論として今も尚活発に議論されている。
なお「宿善」は、「宿世の善根」であり、「宿善」という単語の有無は問題ではなく、仏教上「宿世の善根」にどれほど重要性があるのかが、論議されている。

## 経典上の根拠
宿世の善根（宿善）について教えた経典上の根拠は、以下のものがあり、経文はどれも「人々が過去世において善行の種をまいたからこそ、現世で仏法を聞くなどの機会を得ることができた」といった意である。
長阿含第九十上経
四輪法とは、一には中国に住し、二には善友に近づき、三には自ら謹慎し、四には宿に善本を植えるなり
法華経第二信解品
諸の衆生の宿世の善根に従い、又成熟未成熟の者を知り、種種に量し分別し、知り已りて一乗道に於て宜きに陥って三を説く
大無量寿経下巻
若し人善本なければ、此の経を聞くことを得ず
平等覚経巻四
善男善女人ありて無量清浄仏の声を聞き、慈心歓喜して一時に踊躍し、心意清浄にして衣毛為めに起ち抜出する者は、皆前世宿命に仏道を作せるなり
円覚経
此経所説の法門を受持信解する衆生は已に曽て百千万億恒河沙の諸仏及び大菩薩に供養して'衆の徳本を植えしなり
大積経巻百十六
是くの如きの深の般若波羅密中に能く信楽心ありて疑惑なき者は、是の男子善女人は過去の諸仏に於て久しく已に修し諸の根を植えしなり

## 浄土教以外の宗派
浄土教では宿善論が多く議論されているが、浄土教以外の宗派でも宿善について論じられている。今生で仏法を聞く条件だけでなく、成仏する条件として宿善を重んじる宗派もある。
天台智顗『維摩経玄疏』
宿善は、深厚にして自然に開発す
天台宗真迢『眞迢上人法語』
まれにも戒法をもちたまへる人はめでたき宿善なり。うらやましき事なり もっとも随喜し讃歎し供養すべし
真言宗宥快『宗義決擇集第十四』
真言の行者は宿善に依りて成仏すと云う事経軌並に祖師の解釋一同なり
法相宗貞慶『明要抄』
若し宿善に非ざれば、何ぞ能く此くの如くならん。定めて知る、他生に必ず此の法を聞かん
曹洞宗道元『正法眼蔵』
もし宿善なきものは一生二生乃至無量生を経歴すへども袈裟をみるべからず
日蓮宗日蓮『観心本尊抄』
この故にその身を荘厳して、所説をして一心に信受せしむ。宿善を熟脱する故に、熟脱の教主は必ずこれ色相荘厳の形貌なり

## 真宗以外の浄土教の宿善論
往生に差がある理由を宿善に求めるものや、無宿善往生を説くものもいる。
源信僧都
彼、一生に悪業を作るとも、臨終に善友に遇いて、わずかに十たび仏を念じて、すなはち往生することを得。かくの如き等の類は、多くはこれ前世に浄土を欣求してかの仏を念ぜる者の、宿善内に熟して今開発するのみ。（「彼一生作悪業、臨終遇善友、纔十念仏、即得往生。如是等類、多是前世欣求浄土念彼仏者、宿善内熟今開発耳」)（中略）問ふ。逆者の十念、何が故ぞ不定なるや。答ふ。宿善の有無に由りて、念力別なるが故に。また臨終・尋常、念時別なるが故に。（「問。逆者十念、何故不定。答。由宿善有無、念力別故。又臨終・尋常、念時別故」)
法然
一宿善によりて。往生すへしと人の申候らん。ひが事にては候はす。かりそめの此世の果報だにも。さきの世の罪。功徳によりて。よくもあしくもむまるる事にて候へ。まして往生程の大事。かならす宿善によるへしと。聖教にも候やらん。ただし念佛往生は。宿善のなきにもより候はぬやらん。父母をころし。佛身よりちをあやしたるほとの罪人も。臨終に十念申て往生すと。觀經にも見えて候。しかるに宿善あつき善人は。をしへ候はねとも。惡にをそれ佛道に心すすむ事にて候へは。五逆なとはいかにもいかにもつくるましき事にて候也。それに五逆の罪人。念佛十念にて往生をとけ候時に。宿善のなきにもより候まし候。
隆寛
聖道教とは自力得脱の故に宿善無きものは、信ぜず、行ぜず。もし信無し、行無きものは惑を断ぜず、理を証せざるなり。浄土宗は偏に弥陀の願力に乗じて来迎を蒙むる時、無生忍を得、報土の境に入る。是の故に一宗の正意は、宿善を以て要とせず。
聖覺
つきにまた人のいはく。五逆の罪人。十念によりて往生すといふは宿善によるなり。われら宿善をそなえたらむことかたし。いかてか往生することをえむやとこれまた癡闇にまとえるゆへに。いたづらにこのうたかひをなす。そのゆへは。宿善のあつきものは。今生にも善根を修し。惡業をおそる。宿善すくなきものは。今生に惡業をこのみ。善根をつくらす。宿業の善惡は。今生のありさまにて。あきらかにしりぬべし。しかるに善心なし。はかりしりぬ。宿善すくなしといふことを。われら罪業おもしといふとも。五逆おはつくらす。善根すくなしといゑとも。ふかく本願を信せり。逆者の十念すら宿善によるなり。

### 宿善往生と念仏往生
「宿善往生」とは、「念仏往生」に対す教義概念。浄土真宗では信心獲得は宿善の開発に由るとするが、信心獲得の因縁となるべき善業を宿善というのみであり、宿善を因とし、浄土往生が果となる宿善往生は否定される。
対して「念仏往生」は、念仏を因とし、浄土往生を果とするが、因果共に阿弥陀仏が本願念仏の衆生を浄土に往生せしめんという本願（四十八願#第十八願を参照）による他力回向に由るとする。「念仏往生」は、「諸行往生」にも対する語でもある。

## 浄土真宗の宿善論
唯円『歎異抄』、覚如『口伝鈔』・『改邪鈔』、蓮如『正信偈大意』・『御文』・『蓮如上人御一代記聞書』、聖覚法印『唯信鈔』・『安心決定鈔』など浄土真宗の様々な聖教に見られ、深く考察されている。
親鸞は「宿善」の言葉自体は使っていないが、宿善について『教行信証』『高僧和讃』『唯信鈔文意』等、様々な著書の中で言及している。

### 宿善の言葉の意味
聖道他宗では、成仏するための善として自分のやった善行を宿善とされるが、浄土真宗では自己のやった善が間に合って往生するわけではなく、往生の因は他力によるため、宿善の意味にも違いがでてくる。
「宿善」の「宿」とは宿昔のことで、一世、二世、あるいは多世の昔のことで、過去世の善を指して宿善という。過去世だけではなく、たとえ今生であっても、獲信までのすべての善を宿善という。
「宿善」には宿因、宿縁、宿習、宿福といった呼び名があるが、親鸞、蓮如は、これらの言葉をすべて同じ意味として使っており、意味は同じである。
宿善は、自己の修めた善根のみを意味するように思われるが、それに限らない。阿弥陀仏の本願にあい信受奉行することを得し因縁はすべて宿善である。
宿因や宿縁が言葉通りの意味ならば、因や結果を引き起こす直接的原因であり、縁は結果を得るための間接的な条件であるが、その意味ではなく、因も縁も「由縁」という程の意味である。
つまり宿善（宿因・宿縁）とは、他力信心を得るまでのあらゆる因縁のことをいい、因と縁が明確に区別されるわけではない。
そのため信心を因とし宿縁を縁として、信心獲得を果とする、といった因縁果の関係があるわけではない。
ただし宿善を言葉通りに宿因と宿縁を区別するなら、次のように解せられる。
宿因は、衆生が過去にまいた種のことである。諸善万行や、自力の念仏といったあらゆる善行である。
宿縁は、、阿弥陀仏のご念力で結ばさせられた仏縁をいう。仏の方から衆生に与える縁である。
宿縁には順縁と逆縁があるとされる。たとえば今、仏法を聞き続けられる環境にあることを順縁である。仏法を疑ったり誹謗しながらも仏法との縁があることは逆縁である。
なお「宿習」は過去世にいくども修習した善という意味なので宿善のこと、「宿福」は、福が善という意味なので宿善のことである。

### 浄信院道穏による宿善の分類
空華三師の一人、堺空華の祖と言われる道穏師は、まず宿善は二つに分類され、「世間の結縁」と「出世の因縁」とがある。。
「世間の結縁」とは、仏が父母妻子眷属となり、或いは敵味方などになり、または仮に神となってあらわれ、仏法と因縁をもたせることをいう。
「出世の結縁」は、さらに「遠因縁」と「近因縁」に分けられる。
「遠因縁」は、仏塔をつくって合掌礼拝したり小さい諸善の実行から、自力聖道門の厳しい修行をする善行のことである。
「近因縁」は、阿弥陀仏の極楽浄土を念じて、阿弥陀仏の十九願の諸善万行を行うことや、阿弥陀仏の二十願の自力の念仏等の阿弥陀仏の十八願に入る因縁となる善行のことである。三願転入の意である。
聖道諸善の遠因縁に簡んで十九願や二十願の善に近因縁と名付けられている。

### 汎爾、係念の宿善
宿善を宿因と宿縁で分けて考える場合、宿因は過去に作ってきた善であり、さらに2つに分けられる。
「汎爾の宿善」と「係念の宿善」である。
浄土教鎮西派で用いられる宿善の分類であるが、真宗にも借りて分類するならば、「汎爾の宿善」と「係念の宿善」に分けられるということである。。
汎爾の宿善は、過去に於て、ひろくおおまかにやってきた世俗的な善業をいい、浄土往生を願って阿弥陀仏に心がかかっていない諸善万行である。
係念の宿善は、念が係るということで、西方浄土に往生したいと阿弥陀仏に心を係けてやる諸善や念仏のこと。
汎爾の宿善と係念の宿善の違いは、阿弥陀仏に心をかけているか、否かであり、汎爾の宿善がなければ阿弥陀仏の本願を聞き求めることができず、係念の宿善がなければ第二十願の真門をひらくことはできないのである。

### 宿善不要論の誤り
浄土真宗では開祖の親鸞がすでに「遇行信を獲ば遠く宿縁と慶べ」と書いており、経釈の説に相して、聞法獲信は必ず宿善を要する。
蓮如は御文章で「大無量寿経」の「若し人善本なければ」の文と「若し此經を聞いて信樂受持すること難中の難、此難に過ぎたるはなし」の文と、定善義の「過去已に曾て」の文とを挙げて「いづれの経釈によるともすでに宿善に限れり」と宿善必要論に断定している。
大經の「若し此經を聞いて」の文は、此他力絶対の法は尊高であるから、信楽受持することは至難であると云ふの文で、そこに、自ら宿善あつて、始めて其至難の信楽ができると顕れているのであるから、引用しているのである。
これらの説で宿善の必要であることは争われない。このように聞法獲信に宿善を要し、宿善なければ獲信ができず、獲信ができねば往生は得られないから、蓮如は『御文章』の「五重の義」の一として「これなくんば往生が得られない」としている。
ただし、宿善を往生の因に加へたのではない。

### 宿善の物体
宿善の物体は、宿世一切の善根であり、遠くは世間的な佛道の結縁となる一切の動機より、出世間的に云へば起立塔像飯食沙門のことより、聖道の諸善萬行に至るまで、すべてを抱含せしむべく、又近くは第十九願の諸善萬行、第二十願の自力念佛等、悉く弘願眞實の法門に入るの因縁となるものであるから、宿善である。より具体的には、六度万行等の善本、つまり法施（破邪顕正）、財施、持戒、見仏、供仏、聞法修行、発菩提心、修善、修復などが宿善となる。

### 宿善と因果の道理
現在の果報は、過去世の善根によるのが、仏教の因果の道理の教えである。
一方、第十八願の信心は、修諸功徳や植諸徳本の善根を積む必要のない、まったく他力のお助けではないかという疑問があげられる。

#### 因果の道理に例外はない
現在の果報は過去世の善根によるという因果の理法は、浄土真宗においても変わることはない。人間に生まれ仏法に出会えたことや、宿善に遅速があるのは個人個人の積んだ過去世の善根（宿善）の結果である。

#### 宿善となさしめられるはたらきが他力
ただし「宿善」は獲信のための経路だが、往生成仏のための正因ではない。
つまり宿善が信心を獲る資糧となったのは全くの仏力・他力である。宿善を宿善なさしめるはたらきこそ、仏の手元にある他力であり、その他力の軌道の上にのせられて、人間は獲信でき、これが宿善開発という。

#### 聞法と修善の実践
よって人は、つとめて仏教にあい聞法し、宿善を積まねばならない。真宗は他力だから功徳を積むこともいらぬし、善根を積むことも必要なしというがごときことは、仏教の因果の道理にそむくことであって、誤解もはなはだしいのである。

### 宿善と聞法
宿善ということは、過去に仏縁を結んだ善根ということであるが、しかし、明日になれば今日の聞法が宿善であり、来月になれば今月の聞法が宿善であると言い得るから、前生の宿善のみを待って、いたずらに懈怠を続けて空しく日を過してはならない。
今日の聞法が明日の宿善となり、明日この宿善が開けて信心を得る人もある。
されば蓮如上人のお言葉に「信・不信ともに、仏法を心に入れて聴聞申すべきなり」と仰せられている。また『御一代記聞書』に、「時節到来ということ、用心もしてその上の事の出来候を、時節到来とは言うべし。無用心にて出来候を、時節到来とは言わぬ事なり。聴聞を心がけての上の宿善・無宿とも言うことなり。ただ信心は聞くに極まる事なる由、仰せの由に候」とある御語を味わって、深く用心すべきである。
七里恒順（1835年〜1900年）
宿善というのは、過去の聞法などのことであるから、ある時はお助けに間違いないと思い、あるときは往生いかと思うても、それが無宿善の機とは言われまい。法然上人のご教化の時、耳四郎が盗みに入り、床の下で一度法を聞いて獲信した。いわんや、遠路はるばる詣ってくるのに、どうして無宿善の者といわれよう。今日の聞法が明日の宿善となる。宿善といっても、過去世の事だけを言うのではない。

### 宿善と善のすすめ
親鸞の教えに「善のすすめ」があるかどうか、疑問が呈されている。
宿善が「獲信の因縁」となるかどうかが論点であるが、「信心獲得の因（他力信心）が宿善である」とする宿善往生の主張ではないことに注意。
宿善が往生の資助になるわけではない。つまり六度万行などの諸善万行によって、獲信できるとの主張ではない。浄土真宗においては宿善往生が間違いであることに、争いはない。（参考：覚如と唯善の宿善論争など）
「獲信の因縁」とは、獲信の由縁であり、獲信までに機が調熟することをいう。
信心獲得までに機を調熟するにあたり、親鸞が善をすすめているのかどうかの問題について、後述するように、「宿善他力説」によると親鸞の教えには「善のすすめはない」という結論になりやすく、「宿善自力説」の立場をとれば、親鸞の教えに「善のすすめが教えられている」のは当然の帰結となる。
宿善他力説は、無宿善往生との批判があるため、浄土真宗では伝統的に、実地に善をやらせることでうぬぼれ強い凡夫に「自力無効を知らせるため」の方便の善が宿善であるとする、宿善自力説が多数派であった。（「宿善の本質論」の項目を参照されたい。）

### 宿善の本質論
宿善は、獲信までのすべての善根であり、具体的に宿善は、善本（善根）、持戒、見仏、供仏、聞法修行、発菩提心、修善、修復などである。
聞法だけが宿善の物体ではなく、見仏、供仏、修繕も物体である。
ここで問題になるのが、宿善の本質は、自力か他力か、ということである。
前提として浄土真宗では、一切衆生（すべての人）は、曽無一善、罪悪深重、地獄一定の凡夫である、とされる。
この前提をもとに、宿善の本質について様々な説が考えられてきた。

#### 宿善他力説
曽無一善の凡夫に、往生の資助になるような善ができるはずがない。
そうであるから善根がない者たちの救済は、全く阿弥陀仏の独力によるのだから、絶対他力である。
この前提をもとに衆生に宿善を説くならば、獲信の因縁となる宿善は阿弥陀仏によって生起させられたと考えることは当然の帰結である。
そこで私たちの獲信の因縁となるものは全て他力によるとする宿善他力説があらわれた。
しかし宿善他力説ならば、すべて一律に救われなければならないが、実際には衆生の往生に己今当（過去、現在、未来）の区別があり、往生には遅速がある。
差が出る原因は、一人ひとりの行う善がみんな異なるからである、と考えるべきであり、宿善は自力であると主張された。

#### 当相自力体他力説
それに対して、宿善の当相は自力だが、体は他力であるという説が現れた。
これは信前には自力にしか思えないが、獲信からみたら如来のお育てに合っていたと反省し喜ぶものだとする。
さらに論調はすすみ絶対他力を強調し、「当相自力」もいらずとする、「純粋な宿善他力説」が登場する。
宿善は、あくまで獲信者の獲信の立場にたっての反省であり、衆生の往生に遅速があることを問題にすることは如来への批判であり問題にすべきではない、と説明する。
しかしそもそも獲信の立場にたった際に反省するのは当然のことであり、当然のことを強調しているだけで、宿善の遅速に対して何も解決していない。無宿善往生を免れない、という反論があがる。

#### 宿善自力説
やはり宿善の体は自力であるという宿善自力説を検討しなければならない。
往生の遅速の問題については、解決できたがこの問題点は、宿善が自力なら衆生が善のできる者だと認めることになるのではないか。それでは曽無一善の凡夫という教えに反してしまう。
ただし宿善自力説も、宿善が他力信心の因になると言っているわけではない。獲得の因縁になるというのは、阿弥陀仏の光明によって機が調熟されるということである。

#### 宿善捨てもの説
そこで鮮妙師の宿善捨てもの説が登場する。
これは実地に善をやらせることでうぬぼれ強い凡夫に「自力無効を知らせるため」の方便の善が宿善であり、自力の善根が阿弥陀仏の超熟の光明の働きで宿善となるということである。
これに対しては、獲信の因縁となる善が自力ならば、結局は難行道と同じく、宿善のための廃悪宿善の苦行が必要となるのではないか、と疑問が呈されている。
厳しく修善を勧めをするのは、阿弥陀仏の十九願から当然であると反論される。三願転入の必然説を参照にされたい。
上記4つの説は、宿善他力説（当相自力体他力説も含む）、宿善自力説（宿善捨てもの説を含む）の2つにまとめられる。
しかし自力を全く含まない純粋な宿善他力説は、唯一自力を含めない考え方であるため、宿善他力説とその他3つの説に大きく分けられる。

### 学匠の分類
宿善の本質について、学匠方を分類すると以下のとおりである。
桐谷順忍氏以前の従来の諸説は多く自力説の色彩が濃厚で、他力説は極めて少ないと言われる

#### 【宿善他力説】
「宿善を求める必要はない」「宿善を求めるのは間違い」とする説である。
桐谷順忍（1895〜1985：勧学）
獲信以前に宿善についていうべきではなく、獲信者が獲信の原点に立って、この信心をいただいたのには、あの因縁もあり、この因縁もあったのだと反省するもの
大江淳誠

稲城選恵

深川倫雄

自力を全く排除した考え方は、桐谷順忍から主張されたもので、現在の本願寺の主流的な考え方とされる。
以下は、伝統的に宿善に自力を含めた主張をする学匠を列記する。「宿善を求めなければならない」という説である。

#### 【当分自力体他力説】
行照（1794〜1862：勧学）
いまだ入信せない者にとっては自力だと思っているが、獲信者の立場からいえば、宿善そのものは如来の調熟の光明に外ならない。
月珠（1795年～1856年：勧学）
衆生の修善をもって仏よりこれを言えば、調機の方便（調熟光明によってこれを育てられる）、衆生よりこれをいえば聞名の宿縁とするものであるから、宿善は他力を根拠とするのは動かし得ないものである。
桐谷印順

大原性実
（すべての人は）獲信ということが全人生の目標となるので、その与件たる宿善は、人生における重大な意味をもつことになるのであります。さてそのような意味をもつ宿善でありますが、それが獲信のための与件になるのは、もとより自分の計量分別によるのではなくて、ことごとく仏智の御もよおしによるのであります。すなわち仏力他力のしからしめるところです。真宗学では「当相自力体他力」というような専門的な表現を用いて説明をするのです。これをわかりやすくいいますと、かりに善根そのものは私が積んだにしても、その善根をして獲信の資糧とさせてくださるのは仏力だと申すのです。そこで、自分の力で宿善たらしめるならば、めでたいというような、個人的主観的色彩をもつことばを用いてもよいでしょうが、仏力のしからしめるところということになると、まったくお蔭様ということになります。お蔭様ということになれば自然「ありがとうございます」ということが出てこなくてはなりません。こうした意味で「宿善めでたしはわろし、宿善有難し」でなくてはならぬと仰せられたものである。

#### 【宿善自力説】
明教院僧鎔（1723〜1783：空華派の祖・本願寺派の宗学の祖）
前は自力念仏(二十の願)、今は諸善万行(十九の願)、これを宿善として多生をふみめぐりて、つひに弘願真宗の他力念仏に入る経名をきくと云ひ、正法をきくともとけり。
快楽院柔遠（1742～1798：空華三師の一人）
云ふ所の宿縁とは、若し昔に在りては自力善根なり、然るに今よりして之を言は、他力ならざるもの有ること無し
浄信院道穏（1741～1813：空華三師の一人）
今私に自力諸善を宿善とするものを案ずるに、自力を他力の因とするといふに非ず、唯これ機を調熟するのみ、謂く多劫に自力諸善を修して其の機をととのへ、以て可信の機既に成熟するときは自力諸善の法を捨て、能く他力の法を信ずるに堪えたり
鬼木沃洲（1817〜1184：勧学）
問、諸善万行何か故ぞ此法の為の宿善を成ずるや。答、解るに二義あり（中略）諸善万行は皆是れ名号分離の功徳故、之を修する者終に必ず此の法の為の宿善を成ず（中略）問、三願転入の所以いかん、答、根機の調熟は次第漸を以する道理なるが故に従遠進近従疎入親是故。三願転入す（中略）問、光明照觸は之を宿善と名しを得るや答、光明は宿善をして開発せしむるの用をなす。宿善の体には非ず
東陽円月（ 1818〜1902：豊前学派の大成者）
今私に自力諸善を宿善とするものを案するに自力を他力の因とすると云に非す唯是機を調熟するのみ（中略）近因縁とは十九願の諸善及二十願の自力念仏は弘願真実に入る因縁なり。三願転入の意これなり
芝原玄超（1881〜？：本願寺開教）
前に自力他力の相関に就いて、 絶対他力の本旨に依り、我等の始中終皆悉く他力の手のかからぬところなきことを述べたが、要するにこれは推功帰本した納論であって、若し機の当相より言わば、頭から他力まかせの宿命論的なものではない。信前の求道と信後の嗜みには、実に懸命の努力精進がなくてはならぬのである。故に私は機の当相より「他力は自力の結論にして、また自力の源泉なり」と絶叫したい。 先ず他力がなぜ自力の結論かと云えば、凡そ我執に捕われた迷界の衆生が仏道に精進するとき、始めから他力に全託することはあり得ない。必ず自力の行詰りが他力となるのであって、これには先決問題として宿善ということを知らねばならぬ。抑も宿善とは宿昔の善根ということで、その体は自力である。自力我執に捕われた我等が過去世の昔より、乃至今日今時に至るまで、あらゆる自力作善に行詰り、自力無功と徹底したときが宿開発の一念である。喩えば生来の愛酒家が断然禁酒する為には、健康上若くは経済上、道徳上に何等か酒の害毒に徹底戦慄することが必須条件であると同様に、
「三恒河沙の諸仏の 出世のみもとにありしとき 大菩提心おこせとも自力かなわで流転せり」
と、自力に依って自力功無しと自覚するのが宿善の催しであって、やがて他力信楽の一念を起すに至るのである。更にこれを信前の求道心にらば、和識に
「たとい大千世界 みてらんをもすぎゆきて 仏の御名をきくひとは ながく不退にかなうなり」
とある。宗祖の開信一念の信仰は、実に叡山二十年間の不惜身命、求道努力の結論であったことを忘れてはならぬ。然るを世上動もすれば、何等求道の心もなき者に対し、頭から歎異抄をふりかざし、他力信仰を安売りせんとするところに、反って聞く者が他力を馬鹿にしてかかる原因がある。由来信仰のことを安心というが、読んで字の如く安心することである。安心は必ず心配が前提であって、心配なき者が安心出来る筈は断じてない。自己の行先に煩悶せざる人に「この儘のおたすけ」を安売せば、必ず「この儘」が「我が儘」となり、罪悪観なき人に悪人正機を説かば、反って悪にほこる邪見となるであろう。 我等は他力を説くに当り、他力は自力の結論たることを深く考えねばならぬのである。
足利義山（1823〜1910：勧学）
我は宿善浅しと思えば深く改悔懺悔をなし、いよいよ法縁に近づくべし。私は宿善がないから仕様がない。到底信は得られぬならんなどと投げ捨て、どうなるものか。これまで宿善のない位になるに、その上仏法を遠ざかりては、いよいよわが身を長時永劫苦悩に沈むるのである。過去に宿善がないと思えば、この現世にてなりと策励奮興して、因縁を作るがよろしきなり、御一代聞書にある如く「聴聞を心に入れなば仏の御慈悲力にて信心は得られる」と仰せられたと同様の意味である。説教は未信の人が言うとも、その取り次ぐところに間違いさえなくんば、もとより仏祖の御言葉である。聖教を読むにも生死大海の船筏なりと心得、後生の一大事のためであると思いて精々に信心を得る手立方便とすれば、遂に信心を得らるるなり。故に次下において「もしまた比度疑網に覆われれば曠劫を経歴せん」と歎ぜらるるなり。これをば唯だ、高祖の御嘆きとばかりせずに。皆吾々が身の上のことであると言わねばならぬ。
鈴木法琛（1852〜1935：初代龍谷大学学長・勧学）
宿善の体は、何物かといふに（中略）、此の集及び善導大師の「定善義』等の釈意を窺えに、宿善はすべて自力の善なり、之を薫育して、弘願に向はしむるは、佛の光明力にして、宿善の体にあらず或人、宿善の宿を解して鶯宿梅の宿とし、他力の久しく身にやどりたまふをいふとするものあれども、宿善の宿は、宿泊・止宿の宿にあらず、此の集三恒値佛の聖道善を指して宿因とのたまふより見れば、宿は宿昔の義にして、聖道又は曾て修せし念佛の因縁となりて、弘願念佛にせるといふものにして、すべて自力修を以て体とす。故に往生に向しての因縁は弘願念佛にして、獲信の因縁は宿善なり、足場を作りて家を建るが如く、家成就すれば、足場は不用にて撤廃す、宿善は獲信の因縁なり、獲信の時至れば宿善は不用にして廢せらる。（中略）（宿善の中）三恒値佛等の聖道善は遠宿善にして、要門・真門の浄土善は近宿善なり此の集に引く「大経』の
　　清淨有戒者乃聞正法
は、十九願の修諸功徳の攝屬にして「観経」開説の要門三福の随一なるべし。
　　若人無善本不得聞此經
とのたまふは宗祖聖人の如く、善本を彌陀名號とすれば、『平等覚経』の
　　過去己修習此法今得重聞即生生喜
の文を『定善義』に引きたまふと同じく真門なるべし『化土卷』に三願轉入を明したまふよりいへば要真二門は弘願に入るの近宿善といふべし。然れば此の集にのたま宿善・宿因は遠くは聖道、近く要・真二門の善を指したまふといふべし。
雲山竜珠（1871〜1956：勧学）
宿善開発して信心獲得するは衆生の自力なるや果た如来の他力なるやといふに、宿善とは信心獲得以前における不如実の聞法の事であって、換言すれば聴聞を心に入れる事でありますから、その当相より云えば行者自己の努力を要すると云う事が出来ます。然し一歩を進めて考えてみますと、行者が聞法求道について努力の歩みを運ぶようになるには、全く如来本願力のお催しによるものであるから、此の点において如来の他力であると云うべきであります。獲信已前の聞法が即ち宿善である。換言すれば、獲信已前の不如実の聞法の宿善が階梯となって、如実の門即信の領解となりたるを、宿善開發のすがたといふのである。我が真宗の御聖教の上に或は「宿善開発」と云い、或いは「信樂開発」と云ふのは皆この意に外ならぬ。 例へば、一本の樹木の花を指して、蕾が咲いたともいへば、また花が開いたとも云はれるのと同じことで、宿善の蕾が開発したともいれば、信心の花が開発したともいはるるのである。
佐々木鉄城（1885〜1960：勧学）
今謂く、宿善とは弘願一乗の機を成する縁由となる凡ての宿世の善根に名く。故に宿善とも宿因とも宿縁とも云うなり。されば、その体を指定せば、遠く世間的の仏道の結縁となる一切の動機より、出、世間的には合掌造塔の少事より、一乗二乗三乗の聖道の諸善まで、すべてを摂在せしむべく、近くは十九願の諸善万行、及び二十願の自力念仏等、皆弘願並実の法門に入るの因線たるべきなり。されば、宿善の物体を直に他力と云うことは不可なり、是等世間的の出来事より、出世間的善根事道要真の自力善根を修習しつつある間にも、如来の一日も早く摂取せんとし給う大悲無蓋の念力の、常に此上に動き加わり給いつつある所に於て、やがて之等が弘願に入るの因縁となるなり。故に入信の立場より之を反省して過去を想う時、其所に弘願を聞信するに至りし、凡ての動機の上に、遇獲信心、遠慶宿線の法味あるべきなり。然れども、其因縁が直に如来より賜わる他力なりと云う時は、非常なる誤謬を生ずるに至るべし。
岡村周薩
宿善はかつて自ら修した所の善なるが故に自力所作のなりとすべきである。然れども既に弘願他力に歸入して既往を顧みるときは、宿世に自らを作したるは、これ如来の調熟の光明力に由るものにして、古人が淑氣、黄鳥を催すと云はれる風情である

#### 【宿善捨てもの説】
専精院鮮妙（1835〜1914：勧学）
宿善の当体は自力の善なり、中に於て諸行あり、念仏あり、皆機を成熟す。（中略）然れば宿善の体は自力なり、自力善を以て自力かなはぬことを知らしむ、例えば酒を止めさするに酒を呑ませて懲らしめて却って酒を止めさすが如く、密意より云へば他力大悲なれども当意は自力なり、酒を勧むるは酒を止めさするため、今自力の善を捨てしめん為に自力の善を与ふるは自力を励ますに非ずして劫って他力を勧むるにあり、之を宿善という。
普賢大円（1903年～1975年：龍谷大学教授文学博士）
（桐谷）印順の如き他力説は獲信に遅速あることの説示に不十分である。けだし如来の救済は絶対他力でありながら已今当の区別があるのは宿善自力と言わねばならない。
高森顕徹（1929年〜 浄土真宗親鸞会創始者）
どうすれば宿善は厚くなり、開発できるのか。手をこまねいて、宿善の厚くなるのを待てばよいのか。宿善到来とか、時節到来というから、真宗の道俗は、宿善というものは向こうの方からヨチヨチやってきて、宿善開発できるように思っているが、大間違いだ。丁度、金持ちになるには、福の神が来ればよい、と思って待っているのと同じで、バカげている。福の神というものが、向こうからやってくるのでは、決してない。自己の日々の努力精進が、即ち福の神になるのである。宿善というものも、待っていて厚くなるものでも開発するものでもない。心がけて、求めてゆくものなのだ。求める人にのみ時節到来ということがある、と喝破された、蓮如上人のお言葉をあげておこう。「『時節到来』という事、用心をもして、其の上に、事の出来候を『時節到来』とはいうべし。無用心にて、事の出来候を『時節到来』とは、いわぬ事なり。聴聞を心がけての上の『宿善、無宿善』とも、いう事なり。ただ、信心は聞くにきわまる事なる由、仰せの由に候」（『御一代記聞書』）（中略）いうまでもなく、仏教の根本教理は、因果の道理。善因には善果、悪因には悪果、自因は自果を必ず生み出す、という、三世十方を貫く真理である。真宗には、”我々に、善がつめるか”と、非難がましく言う者がいるが、やらねば、善果は得られず、苦しむだけである。勿論、我々には、出来ること、と、出来ないこと、とがある。しかし、真剣に、やろうとしない者には、どちらも、ハッキリしない。どうしても、やらねばならぬと、真剣に、とり組んでみて、はじめて、出来ることと、出来ないこととが、ハッキリする。はじめから、どうにもならぬと決めこんで、実地にやってみない者には、どちらも永久に、ハッキリすることはないのだ

### 「無宿善往生」の唯善と覚如の宿善論争
無宿善往生を主張した代表的な人物は、覚如の叔父にあたる「唯善」である。
それに対し、覚如と唯善の間に、諍論がおきた。
ある時、覚如は、
「宿善開発の人が善知識にあい、弥陀の呼び声を聞信して助かるのである」と説法した。
その時、唯善は
「十方衆生と阿弥陀仏が本願に約束されている。十方衆生の中に、過去世においても今生においても、善を修めたことのない者もいる。もし宿善がなければ助からないというならば、全く善を修めたことのない悪人は、本願よりもれることになる」
と、無宿善の者でも助かると主張。
そこで覚如は、
「もし宿善がなくても助かるならば、十方衆生は一度にすべて救われるはずであるのに、助かるのに前後がでてくるのは宿善の厚い人と薄い人との違いによるのだ」
と反論。
そして、その根拠として、
『大無量寿経』（巻下）の「若人無善本　不得聞此経　清浄有戒者　乃獲聞正法　曾更見世尊　則能信此事　謙敬聞奉行　踊躍大歓喜　驕慢弊懈怠　難以信此法　宿世見諸仏　楽聴如是教」
をあげられ、又善導大師の釈文も引用し、
「宿善の有る者でなければ、阿弥陀仏の本願を聞くことはできない」
と、主張。
それに対し唯善は、
「それでは信心往生とはいえない、宿善往生になってしまうではないか」
と反論。
その時、覚如は
宿善によって往生するというのならば宿善往生にもなるが、宿善は往生の因ではない。本願力によって頂いた信心で往生できるのだから宿善往生ではないと、言い切られたのである。
宿善が大切、必要ときくと、宿善が往生の助けになると考えがちである。しかし、これは、信心決定の体験がないからに他ならない。